# 疑心暗鬼
疑心暗鬼（ぎしんあんき）は、古代中国からの成語。

## 概要
心に疑いを持っているならば、何でもないような些細な事柄にでも不安になったり、恐ろしくなったりするということである。疑心暗鬼の疑心とは仏教用語であり、暗鬼とは暗闇の中に鬼が見えるということである。これらを組み合わせることで、疑う気持ちが心にあれば、暗闇の中に鬼が見えるという状態にまで陥るということを表している。

### 由来
この言葉は、戦国時代の中国で著された『列子』という書物が由来である。ある男性が、木を切るときに用いていた鉞を失くし、それを隣家の息子が盗んだと疑うようになり、それ以来その息子の言動の全てが疑わしく感じるようになった。だが実際は、自身が谷底に鉞を置き忘れていただけで、それが見つかってからは隣家の息子を怪しむことは無くなった。この逸話から「疑心、暗鬼を生ず」という言葉が生まれ、これが略されて疑心暗鬼となった。